# Lista tomów serii Niebieskie pudełko
Ten artykuł zawiera listę tomów serii Niebieskie pudełko autorstwa Kōji Miury, publikowanej w magazynie „Shūkan Shōnen Jump” wydawnictwa Shūeisha od 12 kwietnia 2021. Pierwszy tom tankōbon ukazał się 4 sierpnia 2021, natomiast według stanu na 2 maja 2025, do tej pory wydano 20 tomów.
W Polsce seria ukazuje się nakładem wydawnictwa Waneko.
| Nr | Język japoński      | Język japoński         | Język polski     | Język polski           |
| Nr | Data wydania        | ISBN                   | Data wydania     | ISBN                   |
| --- | ------------------- | ---------------------- | ---------------- | ---------------------- |
| 1 | 4 sierpnia 2021     | ISBN 978-4-08-882731-5 | 7 listopada 2023 | ISBN 978-83-8242-601-4 |
| Lista rozdziałów - 1. Chinatsu z klasy wyżej (jap. 千夏先輩) - 2. Musisz jechać na krajowe (jap. インターハイ行ってください Intāhai itte kudasai) - 3. Udawać obcego (jap. 他人のフリ Tanin no furi) - 4. Wybranka (jap. 選ばれし者 Erabareshi mono) - 5. Jak się do niej zwracać (jap. 呼び方 Yobikata) - 6. Krok po kroku (jap. 一歩でも Ippo de mo) - 7. Poradzisz sobie (jap. 大丈夫 Daijōbu)                                                 |                     |                        |                  |                        |
| 2 | 4 października 2021 | ISBN 978-4-08-882794-0 | 5 stycznia 2024  | ISBN 978-83-8242-602-1 |
| Lista rozdziałów - 8. Debel (jap. ダブルス Daburusu) - 9. Strój na WF (jap. ジャージ Jāji) - 10. Dzień przed (jap. 前日 Zenjitsu) - 11. Eliminacje regionalne (jap. 地区予選 Chiku yosen) - 12. Jeśli wygra (jap. あいつが勝ったら Aitsu ga kattara) - 13. Randka (jap. デート Dēto) - 14. Oceanarium (jap. 水族館 Suizokukan) - 15. Zwyczajna dziewczyna (jap. 普通の女子 Futsū no joshi) - 16. Pokrewne dusze (jap. 同志 Dōshi)                 |                     |                        |                  |                        |
| 3 | 4 stycznia 2022     | ISBN 978-4-08-883007-0 | 6 marca 2024     | ISBN 978-83-8242-603-8 |
| Lista rozdziałów - 17. Mondai nai desu (jap. 問題ないです) - 18. Ganbare tte itte (jap. がんばれって言って) - 19. Nimotsu o hakobi shimasu (jap. 荷物お運びします) - 20. Nusumigiki (jap. 盗み聞き) - 21. Hitotsu chōdai? (jap. 一つちょうだい？) - 22. Ippon! (jap. 一本っ！) - 23. Zettai ireru! (jap. 絶対入れる！) - 24. Sore ga supōtsu daro (jap. それがスポーツだろ) - 25. Otsukaresama (jap. お疲れ様)                                    |                     |                        |                  |                        |
| 4 | 4 marca 2022        | ISBN 978-4-08-883063-6 | 6 maja 2024      | ISBN 978-83-8242-604-5 |
| Lista rozdziałów - 26. Ōen suru yo (jap. 応援するよ) - 27. Myaku Ari (jap. 脈アリ) - 28. Jibun no ie (jap. 自分の家) - 29. Yoku nai koto (jap. 良くないこと) - 30. Ochikazuki ni (jap. お近づきに) - 31. O dēto deshō ka (jap. おデートでしょうか) - 32. Dasai zo!! (jap. ダサいぞ！！) - 33. Ōana ga kachi o sarau tenkai (jap. 大穴が勝ちをさらう展開) - 34. Onnanoko tte (jap. 女の子って)                                                     |                     |                        |                  |                        |
| 5 | 3 czerwca 2022      | ISBN 978-4-08-883149-7 | 5 lipca 2024     | ISBN 978-83-8242-605-2 |
| Lista rozdziałów - 35. Omoshiroi mono (jap. おもしろいもの) - 36. Ikanai to (jap. 行かないと) - 37. Moshi mōshi (jap. もしもーし) - 38. Hitotarashi (jap. 人たらし) - 39. Jikken-chū (jap. 実験中) - 40. Kakkoii no wa (jap. かっこいいのは) - 41. Rarī shitai desu (jap. ラリーしたいです) - 42. Muri na ohanashi (jap. 無理なお話) - 43. Dōiu bunmyaku? (jap. どういう文脈？)                                                                   |                     |                        |                  |                        |
| 6 | 4 sierpnia 2022     | ISBN 978-4-08-883192-3 | 6 września 2024  | ISBN 978-83-8242-606-9 |
| Lista rozdziałów - 44. Kanattenai yo (jap. 叶ってないよ) - 45. Hachigatsu nijūrokunichi (jap. 8月26日) - 46. Hachigatsu nijūrokunichi 2 (jap. 8月26日②) - 47. Hachigatsu nijūrokunichi 3 (jap. 8月26日③) - 48. Ichinen chigaeba (jap. 1年違えば) - 49. Mata asaren de (jap. また朝練で) - 50. Zurui onna (jap. ずるい女) - 51. Kono kurai ga chōdo ii (jap. このくらいが丁度いい) - 52. Mitai desho (jap. 見たいでしょ)                           |                     |                        |                  |                        |
| 7 | 4 października 2022 | ISBN 978-4-08-883259-3 | 6 listopada 2024 | ISBN 978-83-8242-607-6 |
| Lista rozdziałów - 53. Yoku yatteru yo (jap. 良くやってるよ) - 54. Suibun hokyū (jap. 水分補給) - 55. Inomata-kun (jap. イノマタ君) - 56. Nanisama da yo (jap. 何様だよ) - 57. Watashi wa shitteru (jap. 私は知ってる) - 58. Migi to hidari (jap. 右と左) - 59. Shitenai desu yo (jap. してないですよ) - 60. Mi ni ikō yo (jap. 観に行こうよ) - 61. Yotei arun da (jap. 予定あるんだ)                                                             |                     |                        |                  |                        |
| 8 | 2 grudnia 2022      | ISBN 978-4-08-883389-7 | 7 stycznia 2025  | ISBN 978-83-8242-960-2 |
| Lista rozdziałów - 62. Nante iimashita? (jap. なんて言いました？) - 63. Chikara o kashite yo! (jap. 力を貸してよ！) - 64. Shinyū to shite (jap. 親友として) - 65. Soko ja nai (jap. そこじゃない) - 66. Hanashi nara kiku zo (jap. 話なら聞くぞ) - 67. Hana ga saku made (jap. 花が咲くまで) - 68. Joshi manējā (jap. 女子マネージャー) - 69. Inota! (jap. いのた！) - 70. Wakuwaku ibento (jap. ワクワクイベント)                                |                     |                        |                  |                        |
| 9 | 3 lutego 2023       | ISBN 978-4-08-883433-7 | 6 marca 2025     | ISBN 978-83-8242-961-9 |
| Lista rozdziałów - 71. Gōdō gasshuku (jap. 合同合宿) - 72. Guruguru (jap. ぐるぐる) - 73. Ore wa wakatteru (jap. 俺はわかってる) - 74. Iranai no (jap. いらないの) - 75. Jetto kōsutā (jap. ジェットコースター) - 76. Iu tsumori (jap. 言うつもり) - 77. Sore de mo (jap. それでも) - 78. Omae mo daro (jap. お前もだろ) - 79. Jāji kai ni (jap. ジャージ買いに) - 80. Sore ga watashi na no de (jap. それが私なので)                             |                     |                        |                  |                        |
| 10 | 2 maja 2023         | ISBN 978-4-08-883539-6 | 6 maja 2025      | ISBN 978-83-8242-962-6 |
| Lista rozdziałów - 81. Tabete hoshikute (jap. 食べてほしくて) - 82. Itai tokoro (jap. 痛いところ) - 83. Dejabu (jap. デジャブ) - 84. Don’na kimochi (jap. どんな気持ち) - 85. Kirai da kara (jap. キライだから) - 86. Akogare (jap. 憧れ) - 87. Iiwake to seiron (jap. 言い訳と正論) - 88. Konomama ja dame da yo (jap. このままじゃダメだよ) - 89. Yumeka tte (jap. 夢佳って) - 90. Hitotsu no koto da yo (jap. １つのことだよ)                  |                     |                        |                  |                        |
| 11 | 4 sierpnia 2023     | ISBN 978-4-08-883591-4 | 7 lipca 2025     | ISBN 978-83-8242-963-3 |
| Lista rozdziałów - 91. Saikyō no kanjō (jap. 最強の感情) - 92. Tsurai toki ni wa (jap. つらい時には) - 93. Hagitotte ikanai to (jap. 剥ぎ取っていかないと) - 94. Ni-nen ka? (jap. 2年か？) - 95. Modotte kita yo (jap. 戻ってきたよ) - 96. Kurisumasu ibu (jap. クリスマスイブ) - 97. Okashiku natta? (jap. おかしくなった?) - 98. Toshi no se (jap. 年の瀬) - 99. Tamerau na (jap. ためらうな)                                                   |                     |                        |                  |                        |
| 12 | 4 października 2023 | ISBN 978-4-08-883690-4 | —                |                        |
| Lista rozdziałów - 100. Aitai na (jap. 会いたいな) - 101. Kyō mo (jap. 今日も) - 102. Kirei desho (jap. キレイでしょ) - 103. Hanashitai koto ga aru kara (jap. 話したいことがあるから) - 104. Ichigatsu yokka (jap. 1月4日) - 105. Himitsu ni shiyō (jap. 秘密にしよう) - 106. Kinchō shitete (jap. 緊張してて) - 107. Chiirashii koi (jap. ちーらしい恋) - 108. Ketchaku tsuita desho (jap. 決着ついたでしょ)                                    |                     |                        |                  |                        |
| 13 | 4 grudnia 2023      | ISBN 978-4-08-883790-1 | —                |                        |
| Lista rozdziałów - 109. Ichigatsu jūgonichi (jap. 1月15日) - 110. Intabyū (jap. インタビュー) - 111. Go hōbi (jap. ご褒美) - 112. Seiri dekita nda (jap. 整理できたんだ) - 113. Mottainakute (jap. 勿体なくて) - 114. Chōsensha (jap. 挑戦者) - 115. Rakkī (jap. ラッキー) - 116. Shitsurei deshou (jap. 失礼でしょう) - 117. Dai ippo (jap. 大一歩)                                                                                              |                     |                        |                  |                        |
| 14 | 4 marca 2024        | ISBN 978-4-08-883848-9 | —                |                        |
| Lista rozdziałów - 118. Sō iu hito (jap. そういう人) - 119. Kanchigai suru tokoro datta (jap. 勘違いするところだった) - 120. Tondemonai no ga (jap. とんでもないのが) - 121. Ganbare senpai (jap. がんばれ先輩) - 122. Ude no misedokoro (jap. 腕の見せ所) - 123. Gakunensa nante (jap. 学年差なんて) - 124. Yorokobashii koto (jap. 喜ばしいこと) - 125. Sō iu koto (jap. そういうこと) - 126. Oretachi no taimingu de (jap. 俺達のタイミングで) |                     |                        |                  |                        |
| 15 | 4 czerwca 2024      | ISBN 978-4-08-884041-3 | —                |                        |
| Lista rozdziałów - 127. Furueru ne (jap. 震えるね) - 128. Hyōdō-san to (jap. 兵藤さんと) - 129. Tadashii doryoku de (jap. 正しい努力で) - 130. Haishaku shimasu (jap. 拝借します) - 131. Sonna koto nai desu yo ne (jap. そんなことないですよね) - 132. Wakatteru yo (jap. わかってるよ) - 133. Nan de...? (jap. なんで⋯？) - 134. Notte kudasai (jap. 乗ってください) - 135. Sonna koto nai desu (jap. そんなことないです)                       |                     |                        |                  |                        |
| 16 | 2 sierpnia 2024     | ISBN 978-4-08-884133-5 | —                |                        |
| Lista rozdziałów - 136. Faito eimei (jap. ファイト栄明) - 137. Onbu no hito (jap. おんぶの人) - 138. Badominton no hi (jap. バドミントンの日) - 139. Yatte kita koto (jap. やってきたこと) - 140. Senpai to shite no omoi (jap. 先輩としての想い) - 141. Ganbare (jap. がんばれっ) - 142. Fainaru gēmu (jap. ファイナルゲーム) - 143. Dekopin (jap. デコピン) - 144. Uwagaki shiyokka (jap. 上書きしよっか)                                       |                     |                        |                  |                        |
| 17 | 4 października 2024 | ISBN 978-4-08-884207-3 | —                |                        |
| Lista rozdziałów - 145. Yappari tsuē (jap. やっぱり強ぇ) - 146. Otagai-sama desu (jap. お互いさまです) - 147. Himitsu no o aite (jap. ひみつのお相手) - 148. Wakaretenakya (jap. 別れてなきゃ) - 149. Yasashisa no tefuda (jap. 優しさの手札) - 150. Saigo no hanabi (jap. 最後の花火) - 151. Kon’nichi wa (jap. 「こんにちは」) - 152. Taisetsu da kara koso (jap. 大切だからこそ) - 153. Aisu o tabenai (jap. アイスを食べない)                 |                     |                        |                  |                        |
| 18 | 4 grudnia 2024      | ISBN 978-4-08-884383-4 | —                |                        |
| Lista rozdziałów - 154. Ano hako ni wa (jap. あの箱には) - 155. Moshi ka shite (jap. もしかして) - 156. Katsu koto ga (jap. 勝つことが) - 157. Natsu no umi (jap. 夏の海) - 158. Juppon shōbu (jap. 10本勝負) - 159. Kyō no shuyaku (jap. 今日の主役) - 160. Negaigoto (jap. 願い事) - 161. Tanoshime yo (jap. 楽しめよ) - 162. Ii ka mo (jap. いいかも)                                                                                          |                     |                        |                  |                        |
| 19 | 4 marca 2025        | ISBN 978-4-08-884410-7 | —                |                        |
| Lista rozdziałów - 163. Dareka no pinchi ni arawareru (jap. 誰かのピンチに現れる) - 164. Bukiyō da yo (jap. 不器用だよ) - 165. Obake yashiki (jap. お化け屋敷) - 166. Kono kimochi wa (jap. この気持ちは) - 167. Mada maniau nara (jap. まだ間に合うなら) - 168. Kore ga watashi da (jap. これが私だ) - 169. Sutanpu (jap. スタンプ) - 170. Are kara ichi-nen (jap. あれから一年) - 171. Akirametsuita? (jap. 諦めついた?)                        |                     |                        |                  |                        |
| 20 | 2 maja 2025         | ISBN 978-4-08-884510-4 | —                |                        |
| Lista rozdziałów - 172. Me no mae no ima (jap. 目の前の) - 173. Motasete kudasai (jap. 持たせてください) - 174. Basuke dake (jap. バスケだけ) - 175. Kodomo nanda (jap. 子供なんだ) - 176. Koibito de itai (jap. 恋人でいたい) - 177. Kakase nakatta (jap. 欠かせなかった) - 178. Arigato ne (jap. ありがとね) - 179. Maboroshi (jap. 幻) - 180. Mukuwa sete ageru nda (jap. 報わせてあげるんだ)                                                  |                     |                        |                  |                        |